# جامعة الطيران الوطنية
جامعة الطيران الوطنية مؤسسة تعليم عالي أوكرانية، (بالأوكرانية: Національний авіаційний університет) هي جامعة تقع في كييف عاصمة أوكرانيا. أُسِّسَت هذه الجامعة في سنة 1933.